# تشارلي ميلر (لاعب كرة قاعدة أمريكي)
تشارلي ميلر (بالإنجليزية: Charlie Miller)‏ هو لاعب كرة قاعدة أمريكي، ولد في 4 يناير 1892 في وارنسبورغ في الولايات المتحدة، وتوفي بنفس المكان في 23 أبريل 1972.